# سیارک ۱۵۲۶۵
سیارک ۱۵۲۶۵ (به انگلیسی: 15265 Ernsting، نامگذاری:1990TG13) پانزده هزار و دویست و شصت و پنجمین سیارک کشف شده‌است که در ۱۲ اکتبر ۱۹۹۰ کشف شد.
قدر مطلق سیارک برابر ۱۷.۰ است.